# Gears 5
Gears 5 is een tactische third-person shooter die ontwikkeld is door The Coalition en uitgegeven door Xbox Game Studios voor de Xbox One en Windows. Het spel kwam wereldwijd beschikbaar op 10 september 2019.

## Plot
Gears 5 draait om Kait Diaz, een "Outsider" en een afstammeling van de Locust, die de origine van de Locust en haar familie moet achterhalen. Ook protagonisten J.D. Fenix, vader Marcus Fenix en Delmont Walker zijn aanwezig.
Na de gebeurtenissen in het vierde deel zijn JD, Delmont, Kait en Marcus weer in ere terug in het leger van het COG. Tijdens een bezoek aan een Outsider-dorp wordt Kait tijdens een gevecht gevangen genomen door een Snatcher. Ze ervaart nu levendige visioenen over het besturen van de zwermtroepen. Kait weet te ontsnappen en bezoekt een laboratorium om antwoorden te vinden over de visioenen. Aanwijzingen leiden naar de berg Kadar, een voormalig bolwerk van de Locust.

## Gameplay
Naast een singleplayer-gedeelte, kunnen er in het multiplayer-gedeelte nu tot drie spelers meedoen die lokaal of online spelen in een coöpmodus. Bij een lokaal spel is het beeldscherm opgedeeld.

## Ontvangst
Gears 5 is ontvangen met overwegend positieve recensies. Men prees de gameplay, campagne, presentie en de hoeveel content in het spel, kritiek was er op het verhaal en het gebrek aan vernieuwing.
Op aggregatiewebsite Metacritic heeft het spel een score van 83% (pc-versie) en 85% (Xbox One-versie).
| Publicatie    | Score  |
| ------------- | ------ |
| Destructoid   | 8/10   |
| EGM           | 8/10   |
| Game Informer | 8,5/10 |
| IGN           | 9/10   |